# Castillo Corfe

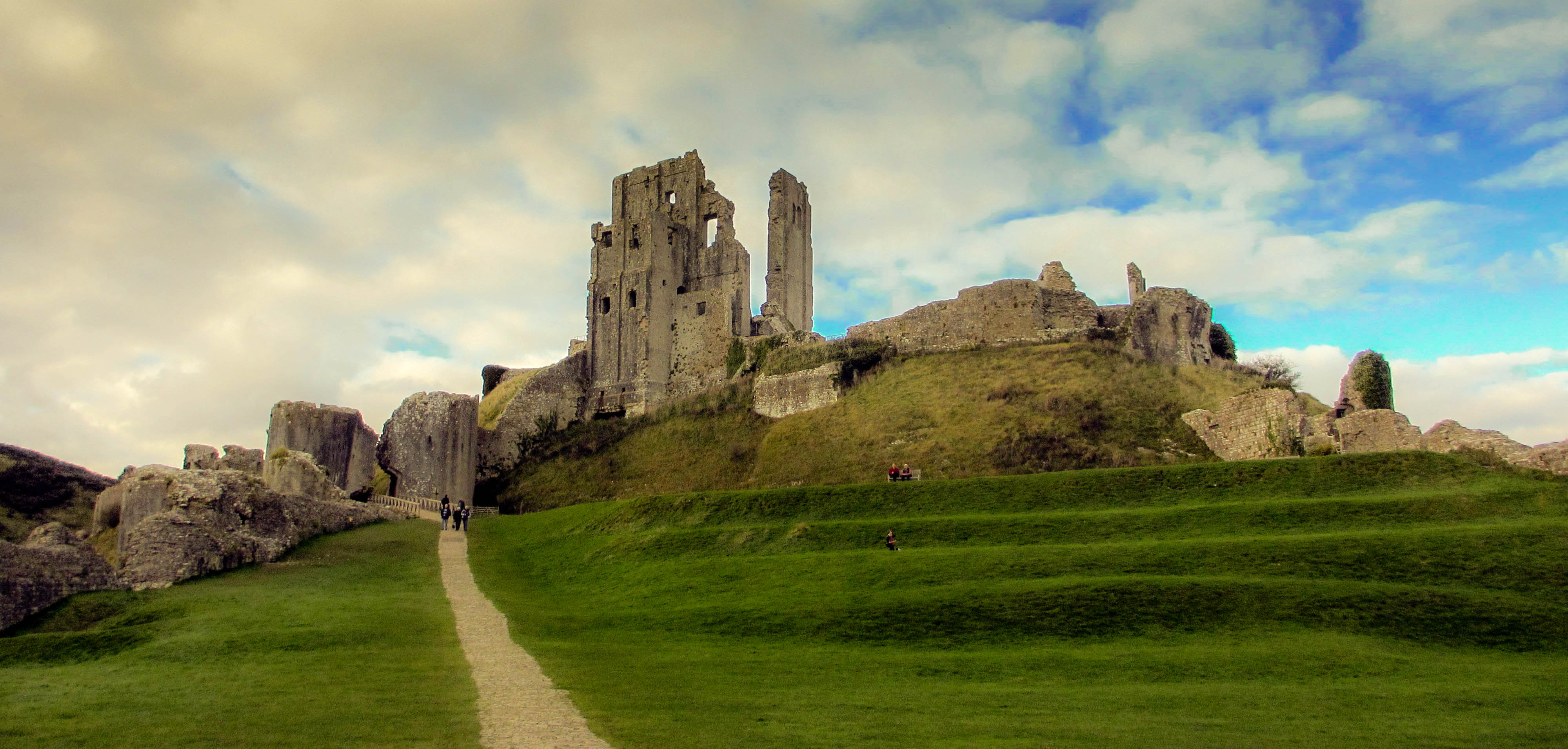
Vista de las ruinas del castillo

El castillo de Corfe (del inglés: Corfe Castle) es un castillo medieval en ruinas, en el pueblo y parroquia civil del condado inglés de Dorset. El castillo data del siglo XI y vigilaba un paso en las Purbeck Hills sobre la ruta entre Wareham y Swanage. Incluso en la actualidad, el tráfico que entra y sale de esta última localidad debe pasar por las cercanías de dicha construcción.
El pintoresco pueblo de Corfe Castle, que apareció en el musical de Disney La bruja novata, se encuentra en dicho paso, y está a unos 8 km al sureste de Wareham y a la misma distancia de Swanage. Tanto la ruta A351 como el Swanage Railway cruzan el paso y la localidad.
La parroquia civil se extiende a lo ancho de la Isla de Purbeck, con costas que dan al canal de la Mancha y al puerto de Poole. En ella se pueden encontrar brezales arenosos de baja altitud hacia el norte del castillo, así como un litoral accidentado sobre la Costa Jurásica.
El nombre “Corfe” deriva de una palabra sajona que se traduce como gap en inglés y como algo semejante a “hueco”, “abertura” o “espacio” en castellano.

## El castillo

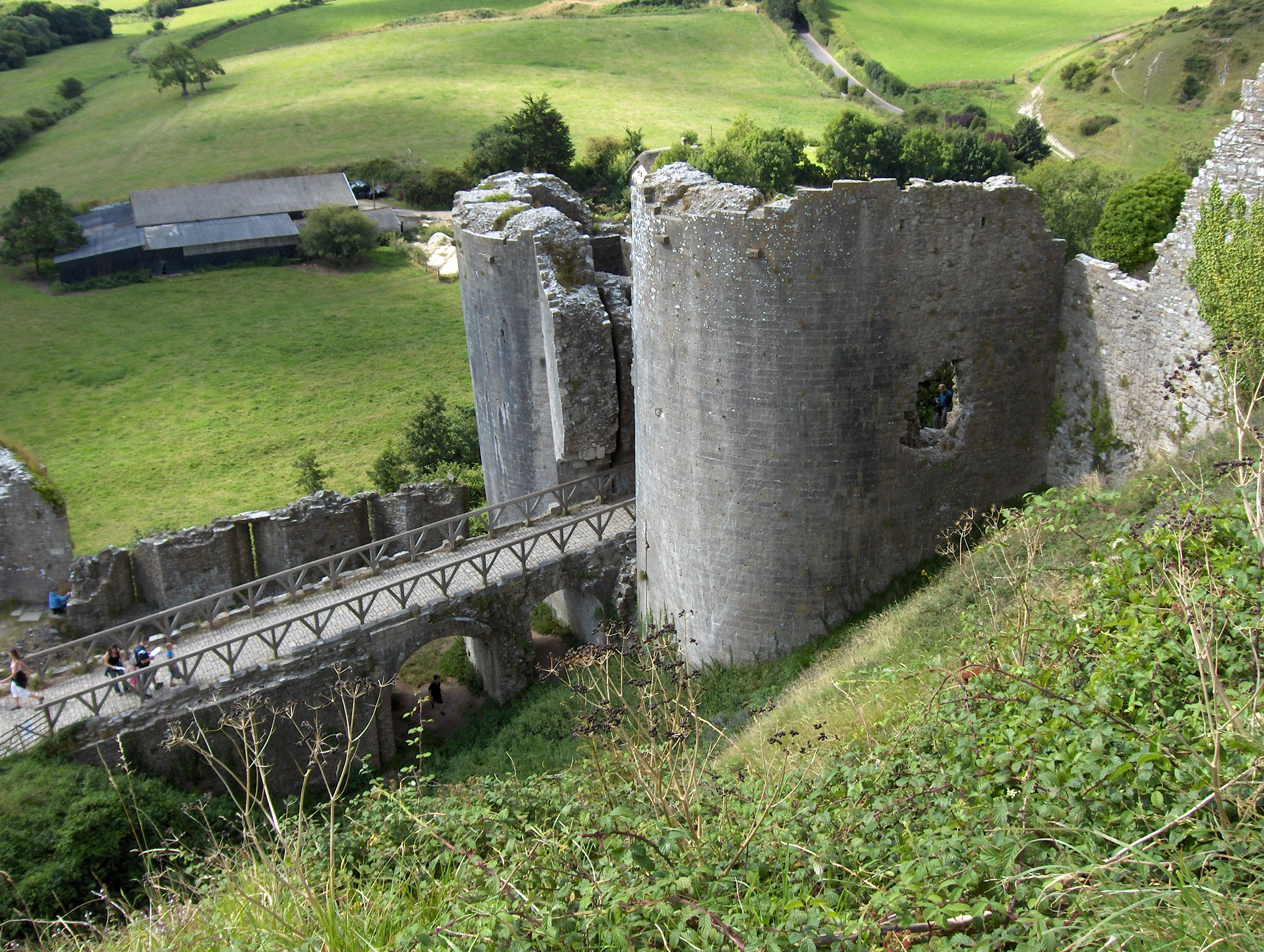
Puente y torre de la entrada del castillo.

La estructura más antigua que prevalece en el lugar en donde se construyó el castillo data del siglo XI; no obstante, se sabe de la existencia de algún tipo de baluarte anterior a la conquista normanda. Eduardo el Mártir fue asesinado en el lugar el 18 de marzo de 978.
La construcción del vestíbulo de piedra tuvo lugar en el siglo XI y la de las torres, salas y muros restantes, durante los reinados de Enrique I, Juan y Enrique III. En el siglo XIII, el castillo era usado para guardar tesoros reales y como prisión. Siguió siendo una fortaleza real hasta que en el siglo XVI Isabel I lo vendió a Christopher Hatton.
En 1635, fue comprado por John Bankes a Carlos I. Durante la Guerra Civil Inglesa, las fuerzas parlamentarias lo asediaron en dos oportunidades. En ese tiempo, John Bankes estaba lejos de su finca defendiendo la causa del rey Carlos, de manera que la defensa recayó en manos de su esposa, Lady Mary Bankes, quien a partir de dicho suceso fue conocida con el apodo de Brave Dame Mary (“Valiente Dama Mary”).

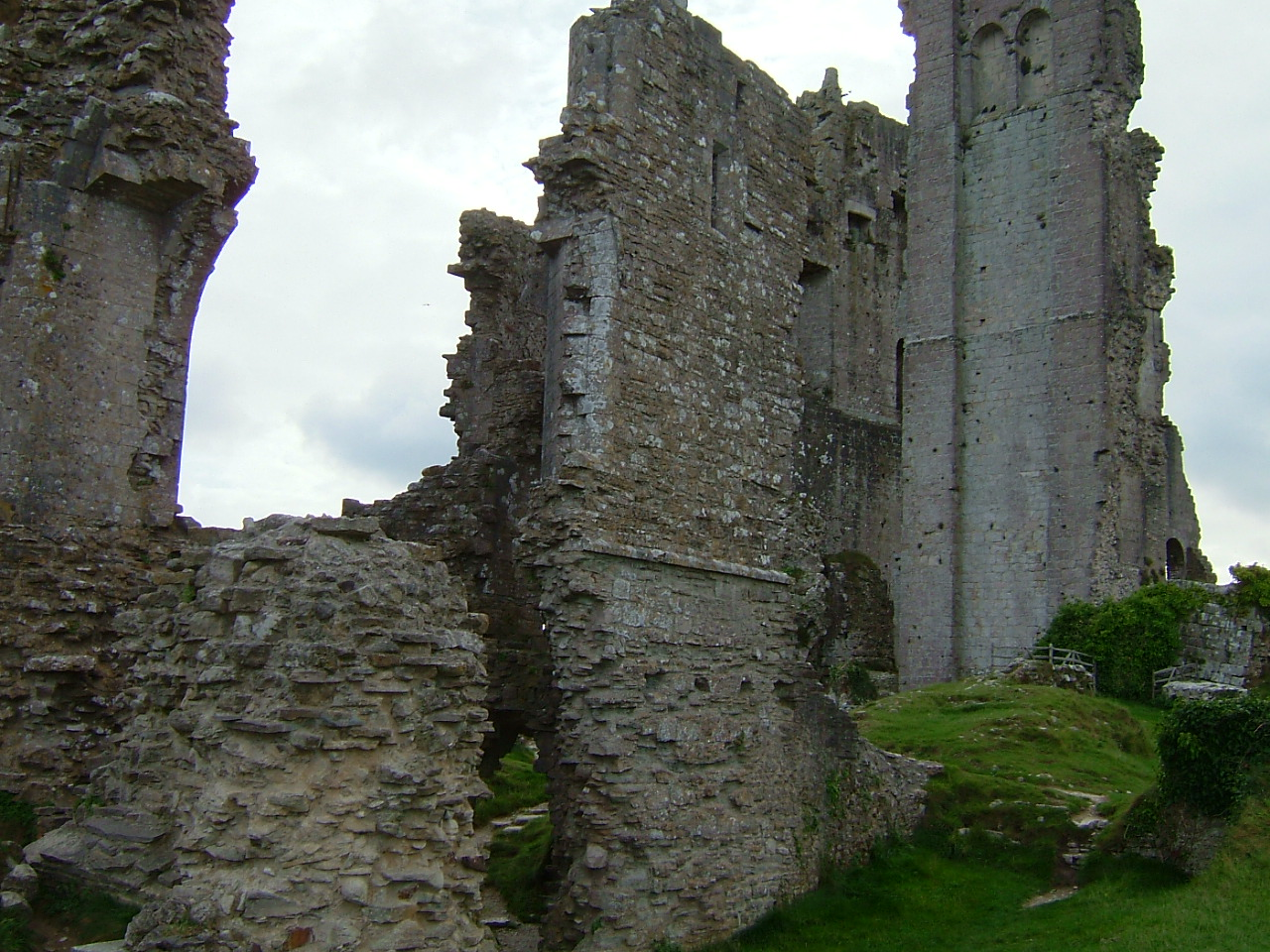
Detalle de las ruinas del castillo.

El primer asedio, en 1643, duró seis semanas antes de que las fuerzas parlamentarias se retiraran tras haber perdido cien hombres. El castillo pudo resistir el segundo asedio, en 1646, durante dos meses hasta la traición de uno de los miembros de la guarnición. Después de su captura, fue destruido con explosivos y principalmente excavando debajo de la estructura, lo cual la debilitó, para asegurarse de que jamás volviera a ser utilizado como baluarte realista. Durante los siglos siguientes, los lugareños aprovecharon estas ruinas como material de construcción: marcos de puertas y otros elementos originalmente pertenecientes al castillo pueden ser apreciados en la actualidad como parte de varias viviendas cercanas.
Después de la restauración de la monarquía en 1660, la familia Bankes recuperó sus propiedades. En vez de reemplazar el viejo castillo en ruinas, decidieron construir una casa nueva en Kingston Lacy, su otra finca en Dorset, cerca de Wimborne Minster.
En la década de 1980, Ralph Bankes legó todo su patrimonio familiar a la National Trust, incluyendo el Castillo de Corfe, gran parte del pueblo del mismo nombre, la casa familiar en Kingston Lacy y demás propiedades importantes en la zona. El edificio medieval se abrió al público y recibió en 2004 168.377 personas. Debido a las peligrosas condiciones en las que se encontraba, debió ser cerrado en diciembre de 2006 a los visitantes, quienes solo podían acceder a una parte de la construcción. La National Trust llevó a cabo un considerable proyecto de conservación en el castillo, el cual se encuentra actualmente abierto al público.